# 1967-es magyar birkózóbajnokság
Az 1967-es magyar birkózóbajnokság a hatvanadik magyar bajnokság volt. A kötöttfogású bajnokságot június 3. és 4. között rendezték meg Budapesten, a Játékcsarnokban, a szabadfogású bajnokságot pedig június 10. és 11. között Budapesten, a Nemzeti Sportcsarnokban.

## Eredmények

### Férfi kötöttfogás
| Versenyszám  | Arany                          | Arany | Ezüst                            | Ezüst | Bronz                           | Bronz |
| ------------ | ------------------------------ | ----- | -------------------------------- | ----- | ------------------------------- | ----- |
| Lepkesúly    | Alker Imre Ferencvárosi TC     |       | Kupcsik Lajos Csepel SC          |       | Erdős Márton Bp. Honvéd         |       |
| Légsúly      | Varga János Bp. Honvéd         |       | Rádi István Debreceni VSC        |       | Klinga László Bp. Honvéd        |       |
| Pehelysúly   | Baracsi Imre Csepel SC         |       | Gutman József Diósgyőri VTK      |       | Mányoki Ferenc Bp. Spartacus    |       |
| Könnyűsúly   | Steer Antal BVSC               |       | Hornyák József BVSC              |       | Fazekas József Honvéd Szondi SE |       |
| Váltósúly    | Rizmajer Antal Ferencvárosi TC |       | Paulicska Béla Bp. Spartacus     |       | Kovács Sándor Szegedi VSE       |       |
| Középsúly    | Pércsi József Bp. Honvéd       |       | Bajkó Károly Vasas SC            |       | Sillai László Győri Dózsa       |       |
| Félnehézsúly | Csatári József Bp. Honvéd      |       | Botond Imre Orosházi Spartacus   |       | Kiss Ferenc Ganz-MÁVAG VSE      |       |
| Nehézsúly    | Kozma István Vasas SC          |       | Nyers László Dunaújvárosi Kohász |       | Piti Péter Vasas SC             |       |

### Férfi szabadfogás
| Versenyszám  | Arany                         | Arany | Ezüst                            | Ezüst | Bronz                         | Bronz |
| ------------ | ----------------------------- | ----- | -------------------------------- | ----- | ----------------------------- | ----- |
| Lepkesúly    | Erdős Márton Bp. Honvéd       |       | Gál Henrik Debreceni Petőfi      |       | Varga György Debreceni Petőfi |       |
| Légsúly      | Gonda Viktor Diósgyőri VTK    |       | Varga János Bp. Honvéd           |       | Klinga László Bp. Honvéd      |       |
| Pehelysúly   | Fodor Imre Debreceni VSC      |       | Szabó László Vasas SC            |       | Rusznyák József Bp. Honvéd    |       |
| Könnyűsúly   | Trázsi István Ferencvárosi TC |       | Búzás Károly Bp. Honvéd          |       | Tóth Lajos Csepel SC          |       |
| Váltósúly    | Bajkó Károly Vasas SC         |       | Rácz Csaba Orosházi Spartacus    |       | Paulicska Béla Bp. Spartacus  |       |
| Középsúly    | Hollósi Géza Bp. Honvéd       |       | Maróti István Bp. Honvéd         |       | Pércsi József Bp. Honvéd      |       |
| Félnehézsúly | Csatári József Bp. Honvéd     |       | Botond Imre Orosházi Spartacus   |       | Hajdú Imre Diósgyőri VTK      |       |
| Nehézsúly    | Kozma István Vasas SC         |       | Nyers László Dunaújvárosi Kohász |       | Szabó Lajos Debreceni VSC     |       |